# 宿鸭湖街道
宿鸭湖街道是中华人民共和国河南省驻马店市汝南县下辖的一个街道办事处。

## 行政区划
宿鸭湖街道下辖以下村级行政区划单位：
白庙村、高庄村、陈坡村、桃园铺村、黄庙村、宋庄社区、十里铺社区、五里岗社区、祝湾村、孙屯村和孙沿村。